# Qendër Bilisht
Qendër Bilisht là một xã trong quận Devoll thuộc hạt Korçë, Albania. Dân số năm 2005 là 7448 người.